# Ji Carinae
Ji Carinae o Chi Carinae (χ Carinae / χ Car / HD 65575) es una estrella en la constelación Carina de magnitud aparente +3,46. Recibe el nombre tradicional de Drys o Drus, del griego Δρυς, que significa «roble». Se encuentra a 387 años luz de distancia del sistema solar.
Clasificada como subgigante, Ji Carinae es una estrella azul de tipo espectral B3IVp con una temperatura efectiva de 18.000 K. Considerando una importante cantidad de radiación emitida en el ultravioleta, la luminosidad de Ji Carinae es 2375 veces mayor que la luminosidad solar. Su diámetro es 5 veces más grande que el del Sol y su masa es 6,7 veces mayor que la masa solar. Sus parámetros de luminosidad y temperatura, dentro de la teoría de evolución estelar, sugieren Ji Carinae aún no ha abandonado la secuencia principal —aunque se encuentra en la fase final de dicha etapa— y por tanto quizás no es una verdadera subgigante.
Catalogada como variable Beta Cephei con una variación en su brillo de 0,015 magnitudes, recientes estudios ponen en duda su variabilidad. Asimismo, la «p» en su tipo espectral es indicativa de alta concentración de silicio, lo que tampoco parece ser cierto. Típicamente, su velocidad de rotación de 95 km/s es más de 40 veces más rápida que la del Sol.